# Grächen
Grächen (gsw. Greechu) – miejscowość i gmina (Politische Gemeinde) w południowej Szwajcarii, w kantonie Valais, w okręgu (Bezirk) Visp. Leży w dolinie Mattertal, w Alpach Pennińskich. Jest bazą narciarską i ośrodkiem sportowym.  
Oprócz stoków przygotowanych dla narciarzy i snowboardzistów Grächen jest także dobrą bazą wypadową w okoliczne szczyty jak np.: Dom, Täschhorn, Nadelhorn czy Lenzspitze. Często rozgrywane są tu zawody Pucharu Świata w snowboardzie.

## Demografia
W Grächen mieszka 1255 osób. W 2021 roku 10,3% populacji gminy stanowiły osoby urodzone poza Szwajcarią. 

## Transport
Przez teren gminy przebiega droga główna nr 213. 

## Galeria

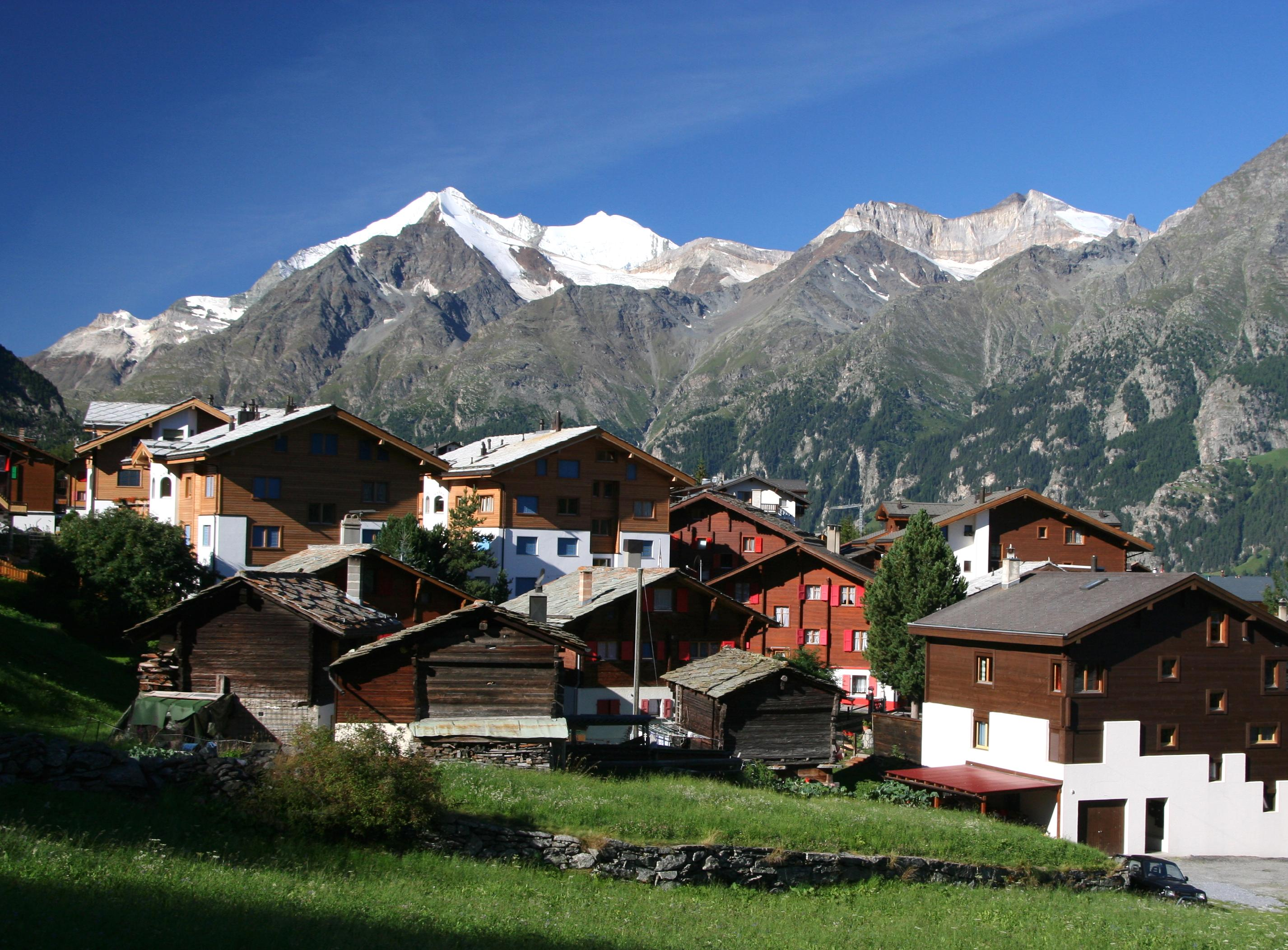
Grächen
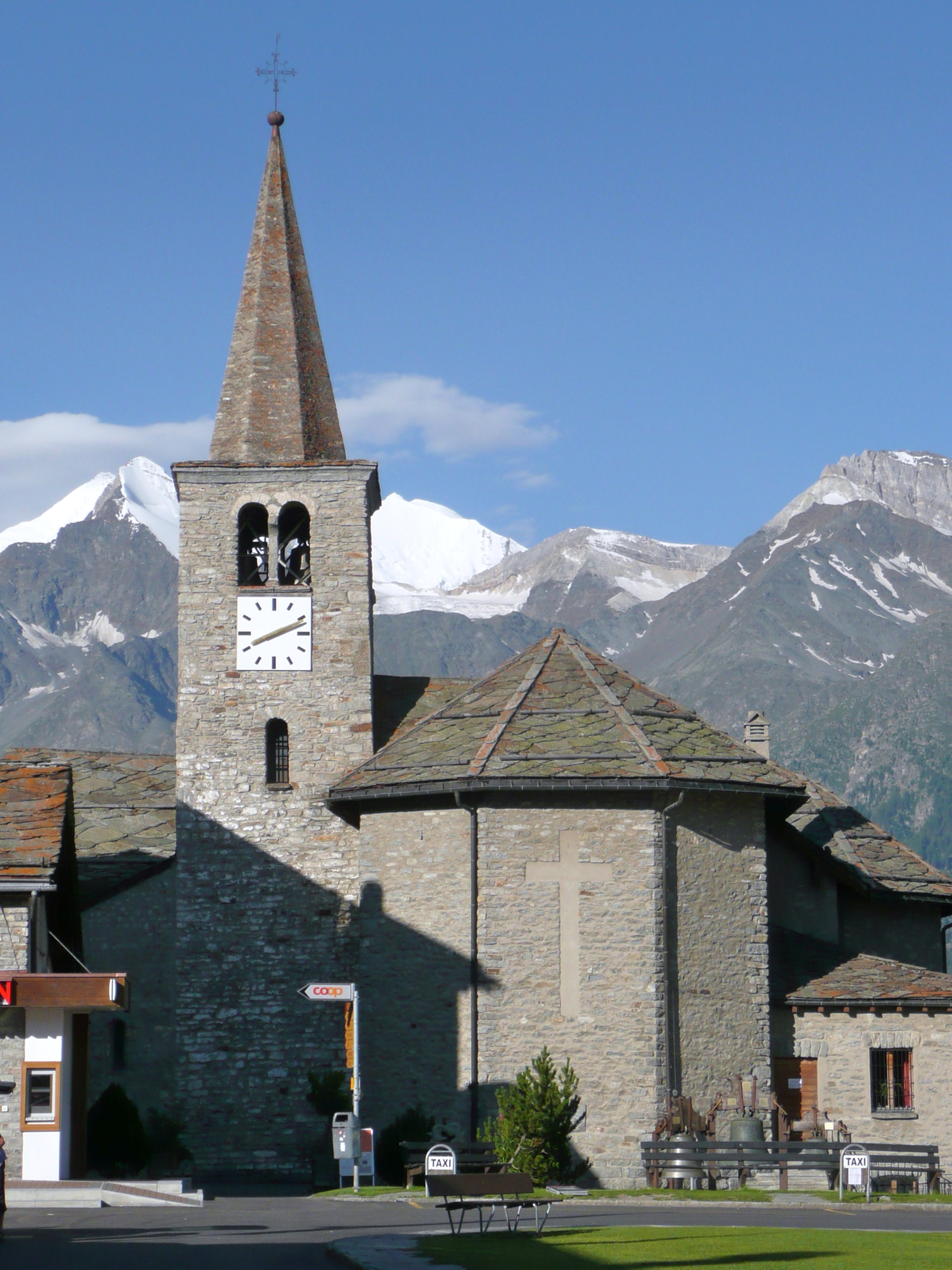
Kościół w Grächen
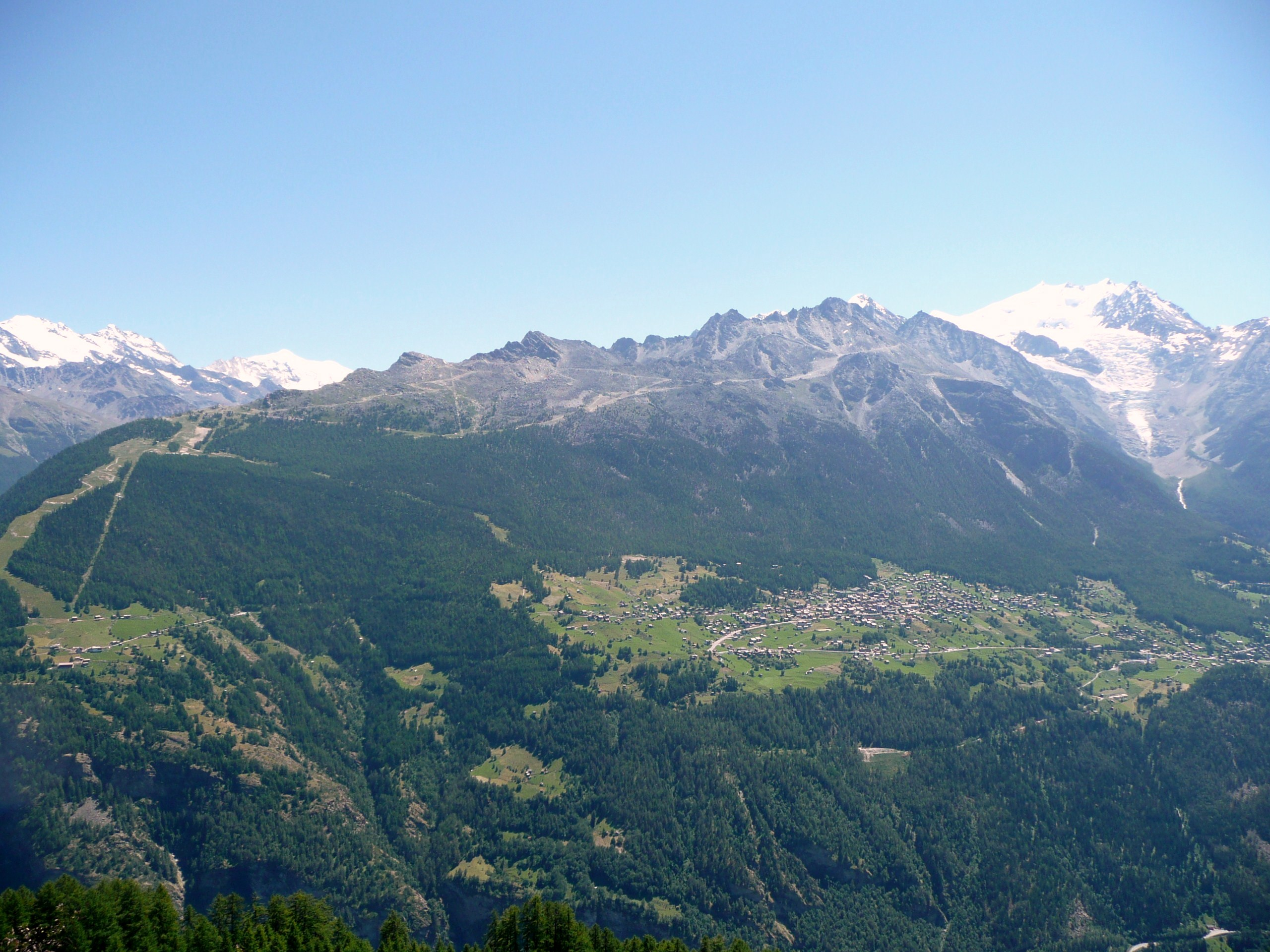
Grächen i lodowiec Riedgletscher (po prawej, u góry)